# Rabdofane-(Ce)
La rabdofane-(Ce) è un minerale.